# Eppe-Sauvage
Eppe-Sauvage è un comune francese di 265 abitanti situato nel dipartimento del Nord nella regione dell'Alta Francia.
Nel suo territorio comunale scorre il fiume Helpe Majeure.

## Società

### Evoluzione demografica
Abitanti censiti